# Clifford Charlton
Clifford Tyrone Charlton (Tallahassee, 16 febbraio 1965) è un ex giocatore di football americano statunitense che ha giocato nel ruolo di linebacker nella National Football League. Al college giocò a football a Florida.

## Carriera professionistica
Charlton fu scelto come 21ª assoluto nel Draft NFL 1988 dai Cleveland Browns. Nelle sue prime due stagioni disputò tutte le partite tranne una, ma una grave infortunio al legamento crociato anteriore e al legamento mediale collaterale concluse prematuramente la sua carriera.

## Statistiche
| Partite             | 31 |
| Partite da titolare | 1  |